# 9 (nombre)
Pour les articles homonymes, voir Neuf.
Ne doit pas être confondu avec 9 (chiffre).
 (janvier 2016).
Si vous disposez d'ouvrages ou d'articles de référence ou si vous connaissez des sites web de qualité traitant du thème abordé ici, merci de compléter l'article en donnant les références utiles à sa vérifiabilité et en les liant à la section « Notes et références ».
9 (neuf) est l'entier naturel qui suit 8 et qui précède 10. C'est le plus haut nombre à un chiffre dans le système décimal.

## Domaines d'application

### Mathématiques, géométrie
Neuf est un nombre impair et un nombre composé, ses diviseurs stricts sont 1 et  3. C'est un carré parfait, le quatrième nombre puissant et un nombre cubique centré.
9 est le troisième nombre carré non brésilien.
9 est la somme des factorielles des trois premiers entiers non nuls (1! + 2! + 3! = 9).
9 est l'unique carré à être la somme de deux cubes parfaits consécutifs positifs (13 + 23 = 9).
En base dix, un nombre est divisible par neuf si et seulement si la somme de ses chiffres est divisible par 9. Ainsi, pour déterminer si un nombre est divisible par 9 on peut le remplacer par la somme de ses chiffres, et ainsi de suite jusqu'à obtenir un nombre d'un seul chiffre ; si ce chiffre est 9 ou 0, le nombre initial est divisible par 9. Le seul autre nombre avec cette propriété est 3. En base N, les diviseurs de N – 1 ont cette propriété. Une autre conséquence du fait que 9 = 10 – 1 fait que c'est aussi un nombre de Kaprekar. 9 est un nombre de Motzkin.
Six neuf consécutifs apparaissent dans les décimales de π de la place 762 à la place 767. Ceci est connu comme le point de Feynman.
En géométrie, un polygone à neuf côtés est communément appelé nonagone, et techniquement appelé ennéagone.
En arithmétique, la preuve par neuf est une technique permettant de présumer l'exactitude d'un calcul mental ou effectué « à la main ».

#### Calculs basiques
|                |                           | 1                            | 2                            | 3                            | 4                            | 5                            | 6                            | 7                                      | 8                            | 9           | 10                           | 15                           | 20                           | 25                           | 50                           | 100                           |
| -------------- | ------------------------- | ---------------------------- | ---------------------------- | ---------------------------- | ---------------------------- | ---------------------------- | ---------------------------- | -------------------------------------- | ---------------------------- | ----------- | ---------------------------- | ---------------------------- | ---------------------------- | ---------------------------- | ---------------------------- | ----------------------------- |
| Multiplication | {\displaystyle 9\times x} | 9                            | 18                           | 27                           | 36                           | 45                           | 54                           | 63                                     | 72                           | 81          | 90                           | 135                          | 180                          | 225                          | 450                          | 900                           |
| Division       | {\displaystyle 9\div x}   | 9                            | 4,5                          | 3                            | 2,25                         | 1,8                          | 1,5                          | {\displaystyle 1,{\overline {285714}}} | 1,125                        | 1           | 0,9                          | 0,6                          | 0,45                         | 0,36                         | 0,18                         | 0,09                          |
| Division       | {\displaystyle x\div 9}   | {\displaystyle 0,{\bar {1}}} | {\displaystyle 0,{\bar {2}}} | {\displaystyle 0,{\bar {3}}} | {\displaystyle 0,{\bar {4}}} | {\displaystyle 0,{\bar {5}}} | {\displaystyle 0,{\bar {6}}} | {\displaystyle 0,{\bar {7}}}           | {\displaystyle 0,{\bar {8}}} | 1           | {\displaystyle 1,{\bar {1}}} | {\displaystyle 1,{\bar {6}}} | {\displaystyle 2,{\bar {2}}} | {\displaystyle 2,{\bar {7}}} | {\displaystyle 5,{\bar {5}}} | {\displaystyle 11,{\bar {1}}} |
| Exponentiation | {\displaystyle 9^{x}}     | 9                            | 81                           | 729                          | 6 561                        | 59 049                       | 531 441                      | 4 782 969                              | 43 046 721                   | 387 420 489 | 3 486 784 401                | …                            |                              |                              |                              |                               |
| Exponentiation | {\displaystyle x^{9}}     | 1                            | 512                          | 19 683                       | 262 144                      | 1 953 125                    | 10 077 696                   | 40 353 607                             | 134 217 728                  | 387 420 489 | 1 000 000 000                | …                            |                              |                              |                              |                               |

#### Équivalents dans divers systèmes de numération
| Base                                   | Système de numération                  |      |
| -------------------------------------- | -------------------------------------- | ---- |
| 2                                      | binaire                                | 1001 |
| 3                                      | base 3                                 | 100  |
| 4                                      | base 4                                 | 21   |
| 5                                      | base 5                                 | 14   |
| 6                                      | base 6                                 | 13   |
| 7                                      | base 7                                 | 12   |
| 8                                      | base 8                                 | 11   |
| 9                                      | base 9                                 | 10   |
| au-delà de 9 (base dix, base seize...) | au-delà de 9 (base dix, base seize...) | 9    |

### Astronomie, physique, chimie
- Neuf corps célestes ont été considérés comme des planètes de 1930 à 2006. En dehors de la Terre, dans le système solaire, chacune possède une signification astrologique et mythologique, bien que trois de celles-ci (Uranus, Neptune et Pluton) n'étaient pas connues dans l'Antiquité.
- Neuf est le numéro atomique du fluor.

### Anthropologie physique
- Neuf mois de gestation sont nécessaires pour les humains.
- Neuf bébés nés en même temps sont appelés des nonuplés, bien qu'aucun bébé né parmi des nonuplés n'ait survécu.

### Musique

#### Généralités
En théorie de la musique, une neuvième est la neuvième note d'une gamme musicale ou l'intervalle entre la première note et la neuvième. Un accord de neuvième est un accord avec une neuvième, c’est-à-dire la neuvième note d'une gamme prise sur une double octave.
Le terme de nonette s'applique à un ensemble de neuf musiciens, mais aussi à une écriture musicale à neuf parties solistes, ainsi qu'à
une œuvre pour neuf musiciens.

#### Musique classique
Beethoven et Bruckner ont écrit neuf symphonies. Après la mort de Beethoven qui laissa sa dixième symphonie inachevée, les compositeurs devinrent superstitieux ; il se créa toute une légende autour d’une prétendue « malédiction de la neuvième symphonie » qui survécut jusqu’à la fin du XIXe siècle. Mahler essaya de « tricher avec la mort » en appelant sa neuvième symphonie « Das Lied von der Erde ». Après quoi, il composa une « neuvième symphonie » qui dans son esprit était en fait la dixième. Il mourut alors que sa dixième symphonie (la onzième dans son esprit) était encore inachevée. Peut-être Dvořák fut-il aussi superstitieux à propos du nombre neuf, parce qu'il n'écrivit plus de symphonies après sa Symphonie du Nouveau Monde, qui est de nos jours considérée comme sa neuvième, mais qui pour lui était la huitième car il considérait la partition de sa première symphonie (en do mineur) perdue pour toujours. Il vécut sept ans de plus. Au XXe siècle, une quantité de compositeurs, tels que Chostakovitch, composèrent une neuvième symphonie sans en souffrir de conséquences fâcheuses.
Neuf est aussi le nombre de Valkyries dans La Walkyrie de Richard Wagner.

#### Musique moderne
En musique pop, la chanson Love Potion No. 9 fut écrite par  Jerry Leiber et Mike Stoller (qui ont aussi écrit Riot in Cell Block Number 9), et devint un tube pour The Searchers en 1965.
Les Beatles réalisèrent une chanson appelée Revolution 9 qui apparaît sur l'album blanc ; les paroles principales sont une voix qui répète « Number nine…number nine…number nine… ». John Lennon, le compositeur principal de « Revolution 9 », a aussi réalisé un solo titré « #9 Dream », amenant son biographe à la conclusion qu'il était obsédé par ce nombre.
Parmi les groupes dont les noms comportent le nombre neuf, on peut noter Stroke 9, Nine Days et Nine Inch Nails, et dans le domaine du rap, Tech N9ne.

### Littérature et arts plastiques
- Un neuvain est un poème de neuf vers.
- Le neuvième art désigne la bande dessinée.
- Les Neuf Preux est un motif festif médiéval qui connut une grande popularité jusqu'au XVIe siècle.
- Dans la Divine Comédie, Dante décrit les neuf cercles de l'Enfer.
- Dans Le Seigneur des anneaux de J. R. R. Tolkien, on trouve neuf Nazgûl et les neuf membres de La Communauté de l'anneau.

### Mythologie, croyances, religions, traditions
- Chez les Bassas du Cameroun, 9 est le chiffre sacré par excellence, en liaison avec la vie et la mort (page 484).
- Dans la mythologie égyptienne, il existe neuf dieux majeurs et divinités (voir aussi Ennéade).
- Dans la mythologie grecque, il existe neuf Muses.
- Dans la mythologie chinoise, les neuf fils du dragon sont des personnages majeurs, on en retrouve sur la majorité des édifices impériaux ou religieux.
- Neuf (九, pinyin jiǔ) est considéré comme un bon nombre dans la culture chinoise parce qu'il sonne comme le mot « durable » (久, jiǔ). C'était le chiffre symbole de l'empereur sous la dynastie Ming et c'est pour cette raison que la Cité interdite compte 9 999 pièces (et également car seul un palais divin pourrait compter 10 000 pièces).
- Dans les cultures turco-mongoles médiévales, le chiffre 9 était également faste et se retrouve dans les noms de Yesügei, père de Gengis Khan, et de Doqouz Khatoun, épouse de Houlagou Khan, un des petits-fils de Genghis.
- Neuf (九, kyū/ku?) dans la langue japonaise est un nombre redouté, en effet il se prononce comme le mot « souffrance » (苦, ku?) apparenté au concept bouddhique de duḥkha.
- Dans le folklore slave, le nombre neuf revêt une importance particulière, qui apparaît dans des expressions telles que « au-delà du trois fois neuvième royaume », et qui semble renvoyer à un mode de comptage archaïque par neuf[3]. Dans la tradition orthodoxe, le neuvième jour après un décès fait l'objet d'un rite particulier (autres dates-jalons : 3 jours, 40 jours, un an)[4].
- Le chandelier à 9 branches est un symbole important du judaïsme : la hanoukkia.
- Dans la religion catholique, une neuvaine est une période de dévotion privée ou publique de neuf jours, destinée à obtenir des grâces.
- Neuf est le nombre de vies présumé des chats dans diverses traditions (sept vies selon d'autres).
- Le nombre d'années de mariage des noces de faïence.
- Dans la mythologie nordique, il existe neuf mondes.

### Psychologie, ésotérisme
- Il existe neuf types de personnalités représentées sur un ennéagramme.

### Géographie, aménagement du territoire
- 09 est le numéro du département français de l'Ariège.
- Autoroute 9
- Le numéro de l'autoroute française A9.
- Le nom du territoire appelé Kowloon à Hong Kong veut dire littéralement : Neuf dragons.

### Histoire, société, politique
- Neuf juges siègent à la Cour suprême des États-Unis, ainsi qu'à la Cour suprême du Canada.
- Un chat à neuf queues est un fouet à 9 lanières.

### Sports et jeux
- Aux échecs, le nombre maximum de dames qu'un côté peut posséder après avoir transformé tous ses pions.
- Le jeu de la 9 est une variante du billard américain.
- Au rugby à XV, le demi de mêlée porte le no 9.
- Au football, le no 9 est porté par les attaquants.
- Au baseball, il y a neuf joueurs sur le jeu. 9 représente la position du voltigeur de droite.

### Technologie
- L'avion Mikoyan-Gourevitch MiG-9.

### Normes, codifications
- Dans le Système international d'unités, le préfixe pour 10009 est ronna, et celui pour son inverse est ronto.
- L'ISO 9 est le standard ISO pour la translittération des caractères cyrilliques vers les caractères latins.
- Dans la codification ASCII, 9 est la valeur définissant une tabulation horizontale (Horizontal Tab, HT) ; le chiffre 9 est représenté par la valeur décimale 57.
- Dans l'alphabet Morse, le chiffre 9 est représenté par quatre signaux longs suivis d'un signal bref (----·).